# Буда (Брасовський район)
Бу́да (рос. Буда) — селище у Брасовському районі Брянської області Росії. Входить до складу муніципального утворення Столбовське сільське поселення.
Населення — 9 осіб.
Розташоване за 3 км на південний схід від села Столбово.

## Історія
Розташоване на території Сіверщини.
Виникло на початку 20 століття. До 2005 року входило до складу Столбовської сільради.

## Населення
За найновішими даними, населення — 9 осіб (2013).
У минулому чисельність мешканців була такою:
| Роки      | 1926 | 1979 | 1989 | 2002 | 2010 |
| --------- | ---- | ---- | ---- | ---- | ---- |
| Населення | 206  | ▼103 | ▼63  | ▼25  | ▼12  |